# Логвино (Смоленская область)
Логвино — деревня в Вяземском районе Смоленской области России. Входит в состав Исаковского сельского поселения. Население — 7 жителей (2007). 
Расположена в восточной части области в 22 км к востоку от Вязьмы, в 25 км восточнее автодороги Р132 Вязьма — Калуга — Тула — Рязань, на берегу реки Вороновка. В 3 км западнее деревни расположена железнодорожная станция Исаково на линии Вязьма — Калуга.

## История
В годы Великой Отечественной войны деревня была оккупирована гитлеровскими войсками в октябре 1941 года, освобождена в марте 1943 года. 